# Nœud de Bachmann
Le nœud de Bachmann, créé en 1931 par l'autrichien Franz Bachmann (alpiniste) (de), est un nœud d'amarrage utilisé pour remonter sur une corde fixe en alpinisme, en escalade ou en spéléologie. Il a la particularité d'être réalisé conjointement autour de la corde de verticalité et d'un mousqueton de sécurité, facilitant la remontée à la main du nœud pour son repositionnement lors de la progression.  
Utilisé conjointement avec une cordelette statique tissée autour de la corde et du mousqueton, il améliore l'adhérence et facilité son déplacement. Afin d'augmenter la friction, l'anneau pour autobloquant peut être tissé une ou deux fois directement sur la corde. Il peut être conféctionné avec un anneau de cordelette mais aussi avec un anneau de sangle.